# Ricky Carmichael
Richard Joseph Carmichael, también conocido como Ricky Carmichael (Clearwater, Florida, Estados Unidos, 27 de noviembre de 1979) es un piloto de motocross estadounidense.

## Carrera deportiva
Tras una destacada carrera amateur, Carmichael debutó profesionalmente en 1997 con el equipo Kawasaki. En su debut en Supercross, demostró una velocidad prometedora, ganando múltiples eventos principales. Sin embargo, las caídas y la irregularidad le costaron el título ante Tim Ferry. En carreras al aire libre, Carmichael fue más consistente, venciendo al campeón defensor Steve Lamson en la primera ronda y consiguiendo el título de 125cc.
En 1998, Carmichael demostró su dominio también en pista cubierta, ganando las ocho rondas del Supercross de la Costa Este de 125cc, así como el evento "East/West Shoot-Out". En pista cubierta, defendió su título con comodidad a pesar de los primeros desafíos de Lamson, John Dowd y Mike Brown.
Carmichael saltó a la clase 250cc para Supercross en 1999 con Kawasaki. Tuvo un éxito moderado en las primeras rondas, incluyendo resultados entre los 5 primeros puestos, pero los frecuentes accidentes durante el resto de la temporada resultaron en un final fuera del top 10 de la clasificación final. Para la temporada al aire libre, permaneció en la clase de 125cc, que ganó fácilmente por tercer año consecutivo. En el 2000, Carmichael se trasladó a la clase 250cc a tiempo completo. Mostró más consistencia en Supercross, consiguiendo su primera victoria en la carrera de la clase reina en Daytona. Terminó quinto en la clasificación final. Carmichael volvió a demostrar su destreza al aire libre en el campeonato AMA Motocross del 2000, ganando el título en su año de novato a pesar de los desafíos de Sebastien Tortelli.
De cara a la temporada 2001 de Supercross, Carmichael demostró un renovado compromiso con su preparación física, incorporando al exciclista profesional Aldon Baker para supervisar su régimen de entrenamiento. Tras las primeras rondas, disputadas por el vigente campeón de Supercross 250, Jeremy McGrath, Carmichael se consolidó como el nuevo líder de la categoría, ganando 13 de 15 rondas y consiguiendo el campeonato. Posteriormente, continuó su racha de títulos al aire libre, superando a sus rivales Sébastien Tortelli y Kevin Windham.
Carmichael se cambió al equipo Honda para la temporada 2002. A pesar de un violento accidente en la primera ronda de Supercross, se recuperó rápidamente y ganó 11 de 16 rondas, además de su segundo título de 250cc, superando a David Vuillemin. En el campeonato al aire libre de 2002, Carmichael ganó 24 de 24 mangas, una cifra sin precedentes, para conseguir su tercer título consecutivo de 250cc al aire libre.
En 2003, Carmichael volvió a ganar los títulos de Supercross y Nacional, tras ganar siete carreras en pista cubierta, donde se enfrentó a un duro rival, Chad Reed. Volvió a ganar el título Nacional con nueve victorias sobre Windham.
En 2004, Carmichael se lesionó durante la temporada de Supercross, tuvo una lesión de rodilla pero regresó para la temporada de Motocross para registrar su segunda temporada perfecta; ganando 24 de las 24 mangas que corrió y las 12 generales en su Honda CRF 450; su primer esfuerzo en una motocicleta de 4 tiempos.
Carmichael llegó a la temporada 2005 como el menos favorecido, debido a que se perdió la temporada anterior por una lesión de rodilla, ahora como piloto oficial de Suzuki. En lo que se proyectó como "la tormenta perfecta", James Stewart Jr. debutó en la categoría reina de 250cc, junto con los eternos aspirantes Chad Reed y Kevin Windham. Carmichael recuperó triunfalmente su título de Supercross, con siete victorias frente a las cinco de Reed, las tres de Stewart y la única de Windham. Ese mismo verano, Carmichael volvió a ganar las 12 pruebas del Campeonato Nacional Outdoor de 250cc, ganando 22 de las 24 mangas con una RMZ450. Carmichael también se alzó con el título del Abierto de Estados Unidos de Supercross y lideró al equipo estadounidense a una contundente victoria en el Motocross de las Naciones.
Carmichael participó en la temporada 2006 de Supercross a bordo de una RMZ450; su primera participación en competición indoor con un motor de cuatro tiempos. Fue la batalla más emocionante de la serie en los últimos tiempos. Hubo múltiples cambios de líder y ganadores de carreras, y Carmichael, Reed y Stewart llegaron a la final de Las Vegas con una diferencia de 5 puntos entre sí. Con Carmichael y Reed empatados en el liderato (316 puntos), y Stewart (311 puntos) a solo 5 de ellos, fue una carrera reñida. Carmichael logró un segundo puesto seguro, detrás de Stewart, y terminó la serie con 6 victorias y su quinto campeonato de Supercross. Indicó que 2006 sería su última temporada completa y planeaba retirarse al año siguiente.
En la temporada 2006 del Campeonato Nacional al Aire Libre, Carmichael volvió a dominar a todos los competidores, incluyendo a James Stewart Jr., al ganar nueve carreras y quedar segundo en dos ocasiones. Sin embargo, en la final de la temporada en el circuito de Glen Helen, Carmichael sufrió un grave accidente mientras luchaba por la victoria con Stewart y no pudo terminar la carrera. Carmichael ya se había asegurado el campeonato general en la ronda anterior. En el accidente, sufrió una lesión en el hombro y no pudo competir en la carrera de Motocross de las Naciones en Inglaterra. Ivan Tedesco lo reemplazó en el equipo estadounidense y contribuyó a la victoria.

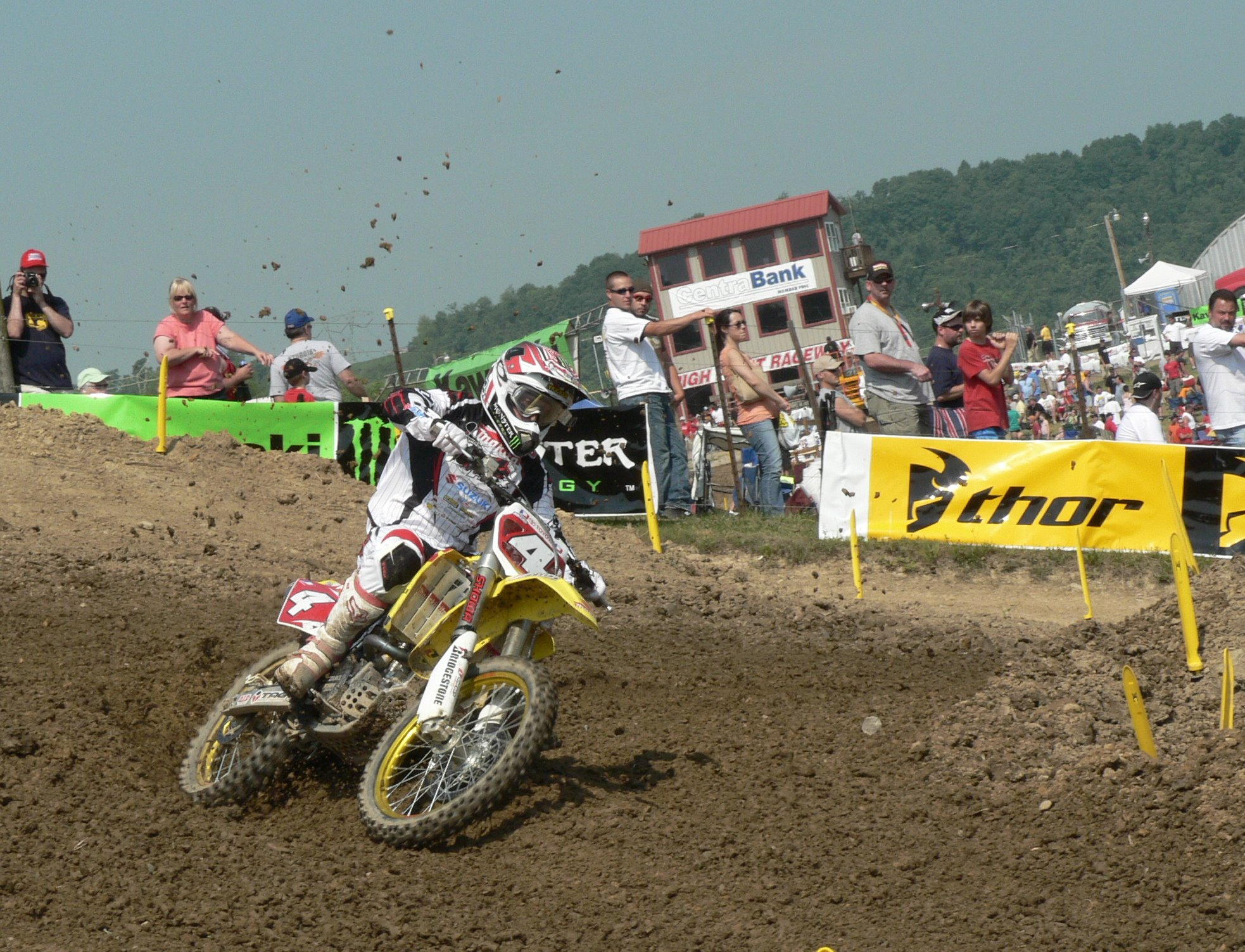
Carmichael en 2007

Como estaba previsto, Carmichael solo compitió en una parte del calendario en 2007. Solo correría en eventos selectos para el equipo Suzuki mientras perseguía su nueva carrera en stock car. Carmichael terminó con dos victorias en Supercross y seis en el Campeonato Nacional al Aire Libre, ganando todas las carreras en las que participó. Carmichael culminó su carrera con una actuación victoriosa en los X-Games y una victoria con el equipo estadounidense en el Motocross de las Naciones en Budds Creek, Maryland.

## X Games
Carmichael ganó el oro en Supercross en los X Games de 2007, el oro en Step Up en 2008 y compartió la medalla de oro en la misma prueba en 2009 con Ronnie Renner. En 2019, ganó el bronce en Real Moto.

## Stock car racing

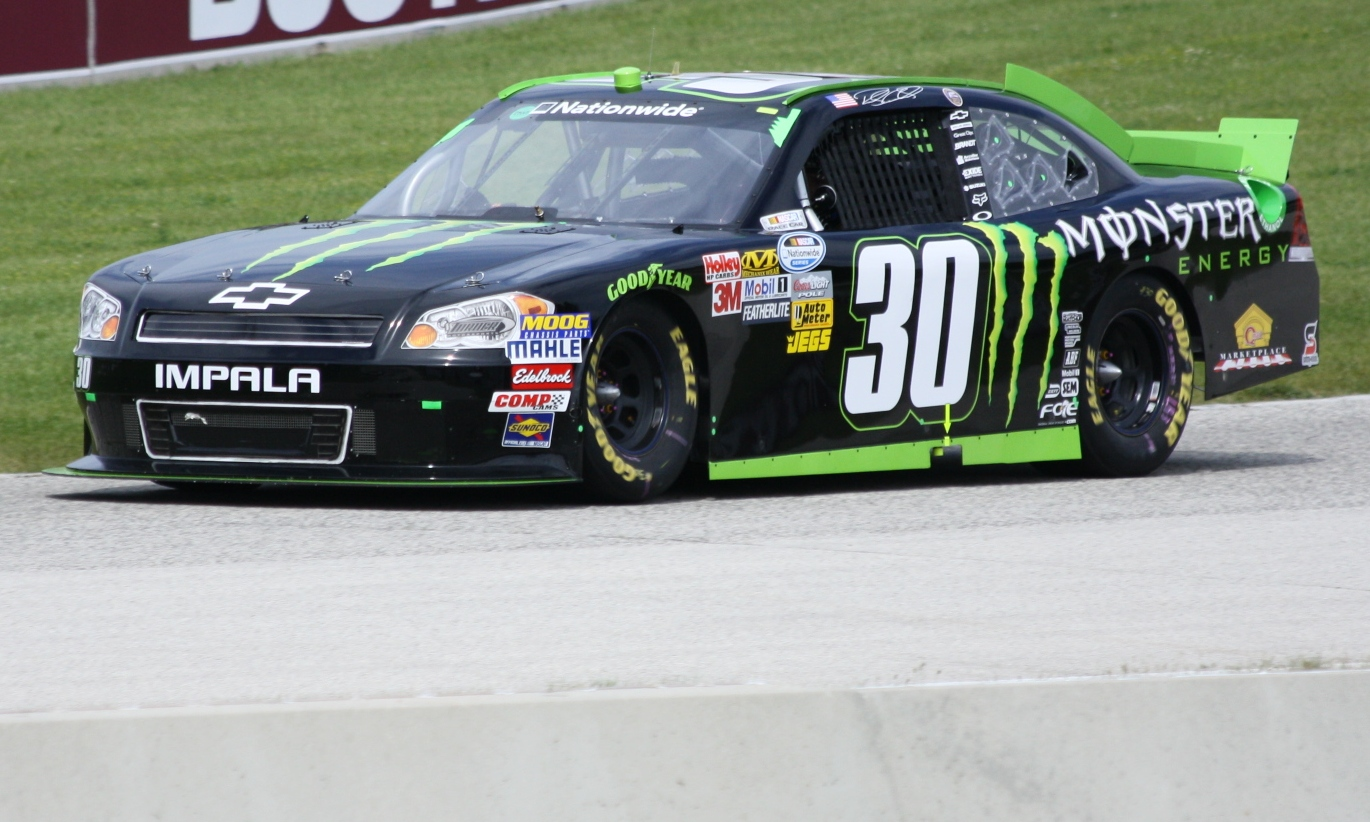
El número 30 de Carmichael para Turner Motorsports en la carrera de la Serie Nationwide en Road America de 2011

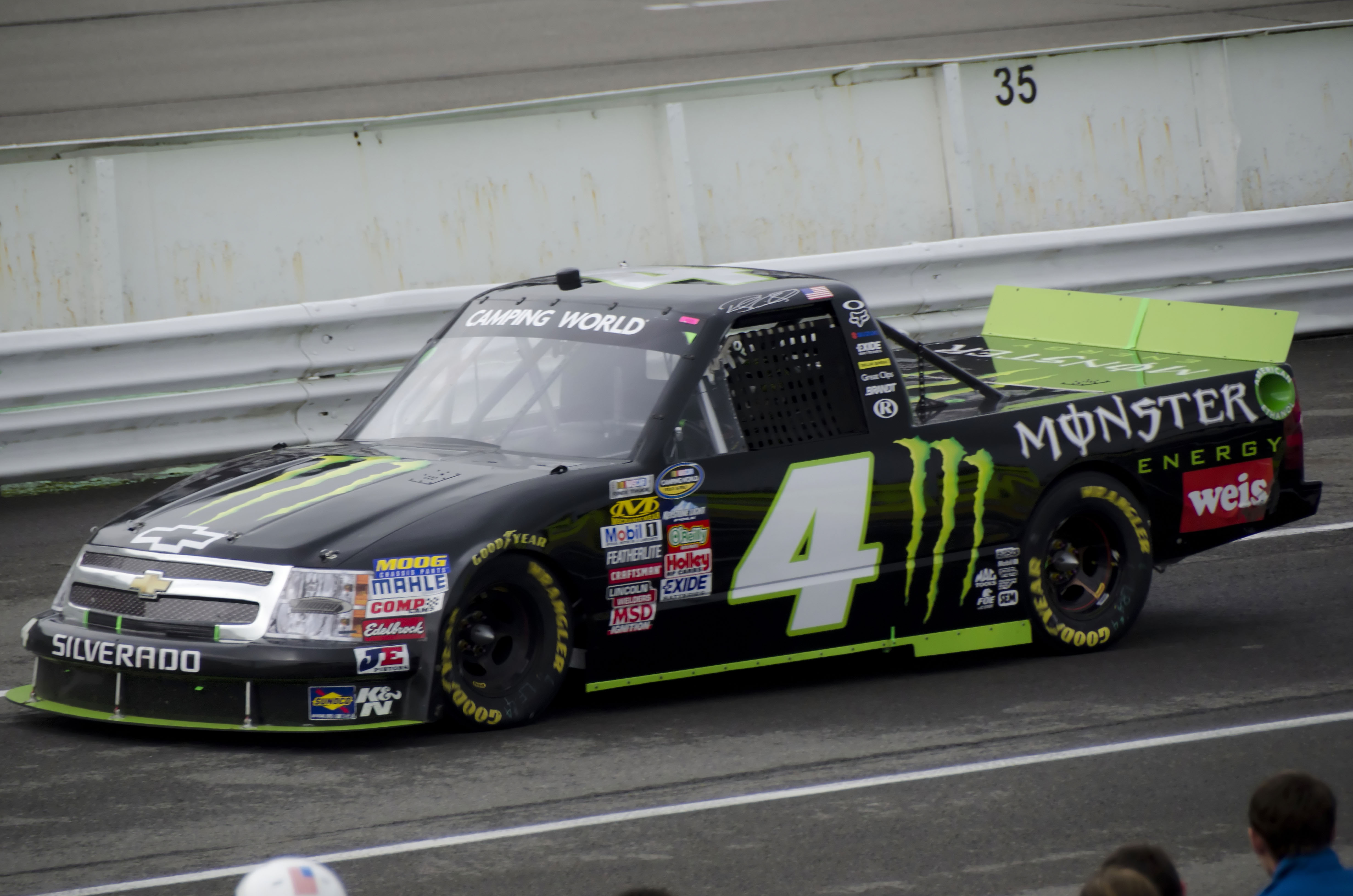
El número 4 de Carmichael para Turner Motorsports en la carrera de la Truck Series de Pocono en 2011

En 2007, Carmichael firmó un contrato de desarrollo de pilotos con Ginn Racing, que más tarde se fusionaría con Dale Earnhardt, Inc. Bajo la tutela del veterano Mark Martin, Carmichael comenzó su transición a los stock cars compitiendo con modelos tardíos por todo el país. Con el respaldo de Monster Energy, Carmichael luego hizo la transición a Ken Schrader Racing y corrió algunas carreras en la Camping World East Series , incluido el prestigioso Toyota All-Star Showdown en Toyota Speedway en Irwindale, California. En 2009, Carmichael fue fichado por el piloto de la Sprint Cup Series, Kevin Harvick, para conducir el Chevrolet Silverado No. 4 en 18 carreras para el equipo de Harvick, (Kevin Harvick, Inc). Aunque la transición no fue fácil, Carmichael terminó 22º en los puntos de la Truck Series ese año. En 2010, Carmichael y Monster dejaron KHI y fueron a Turner Motorsports, donde obtendría 9 top 10 en camino a terminar 13º en los puntos. Carmichael también debutó en la Serie Nationwide en el Kansas Speedway , comenzando en el puesto 12 y terminando en el 18.º. Regresó a Turner en 2011 y compartió el Chevrolet n.º 30 en la Serie Nationwide con sus compañeros de equipo James Buescher, Reed Sorenson, Jason Leffler y Mark Martin.
El 2 de septiembre de 2011, Carmichael logró su primera pole de su carrera en el Atlanta Motor Speedway en la Camping World Truck Series.